# Ceritoturris nataliae
Ceritoturris nataliae é uma espécie de gastrópode do gênero Ceritoturris, pertencente a família Horaiclavidae.